# Engolo
O engolo (do bantu n'golo: "força", "poder") é uma arte marcial e jogo tradicional bantu originário de Angola, que combina elementos de combate e dança, realizados em uma roda acompanhada de música e canto. É considerada a precursora da capoeira. Foi introduzida no Brasil pelos escravos, e desenvolveu-se principalmente na Bahia, até virar a capoeira moderna. O Engolo é praticado na África há séculos, especialmente ao longo do Rio Cunene, na província do Cunene, em Angola. Sua inspiração vem da natureza, envolvendo a imitação de comportamentos animais, como os movimentos de chute da zebra ou o balanço das árvores. Esta dança guerreira não é apenas ritualística; ferimentos graves já ocorreram durante sua prática.
O estilo de combate do engolo abrange uma variedade de técnicas, incluindo diferentes tipos de chutes, esquivas e quedas, com destaque para posições invertidas. Muitas das técnicas icônicas da capoeira, como meia lua de compasso, chute escorpião, chapa, chapa de costas, rasteira, parada em L e outras, foram inicialmente desenvolvidas no engolo. À medida que africanos escravizados foram transportados para o Brasil, levaram consigo o engolo, que ao longo dos séculos evoluiu para a capoeira.
O Engolo foi "redescoberto" na década de 1950, quando o artista angolano Albano Neves e Sousa incluiu a prática em uma coleção de desenhos, destacando suas semelhanças com a arte marcial afro-brasileira da capoeira.
O engolo é uma das várias artes marciais africanas que se espalharam pelas Américas através da diáspora africana. Suas artes derivadas incluem o knocking and kicking na América do Norte, a capoeira no Brasil e o danmyé na Martinica. Fontes conhecidas documentam apenas um outro jogo de combate africano semelhante ao engolo em técnicas de chute: o moraingy, em Madagascar e ilhas adjacentes.

## Nome
O termo ngolo deriva da língua kikongo/bantu e representa conceitos relacionados à força, poder e, energia. Além disso, no século XV, ngola era um título usado por reis africanos. O termo ngolo tem origem em uma raiz bantu *-gol, que significa dobrar ou torcer. O ngolo também é referido coloquialmente como a dança da zebra.

## Música

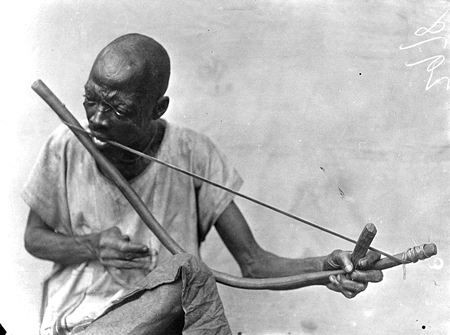
Um homem tocando um arco musical.

Na África Ocidental Central, as artes marciais frequentemente assumem a forma de dança. Na cultura bantu, a dança é uma parte essencial da vida cotidiana. As pessoas dançam enquanto trabalham, brincam, rezam, lamentam e celebram. No Congo-Angola, a dança está profundamente ligada ao canto, à música e aos rituais, sendo até incorporada em preparativos de guerra e batalhas.
O engolo é normalmente executado dentro de uma roda, acompanhado por percussão, com os participantes murmurando, cantando e batendo palmas. A dança se sincroniza com o ritmo das palmas. No documentário Jogo de Corpo, o arco musical também era ocasionalmente tocado (com a boca).
Uma das canções tradicionais do engolo é: “Quem morre no engolo não será chorado”. Há também traduções alternativas da língua quimbundo: 
| \| | ----------- \| | ! Quimbundo \| | \| | \| | \| Wankya kengolo mutanbo kwapkwapo Wankya kengolo kalilwa | Quem é morto (derrubado) no engolo não tem velório Quem é morto (derrubado) no engolo não é chorado |

Outra canção do engolo enfatiza a habilidade essencial de desviar e escapar: “Kauno tchivelo kwali tolondo”, que significa “Você não tem uma porta, talvez salte por cima”, destacando a agilidade nas evasões e a criatividade em superar desafios.

## História

### Origem
Por ser uma arte muito antiga e isolada, não há registro escrito da origem do engolo. Praticantes afirmam que "o engolo vem dos ancestrais bantus" e que seus pais, avós e bisavós jogavam engolo.

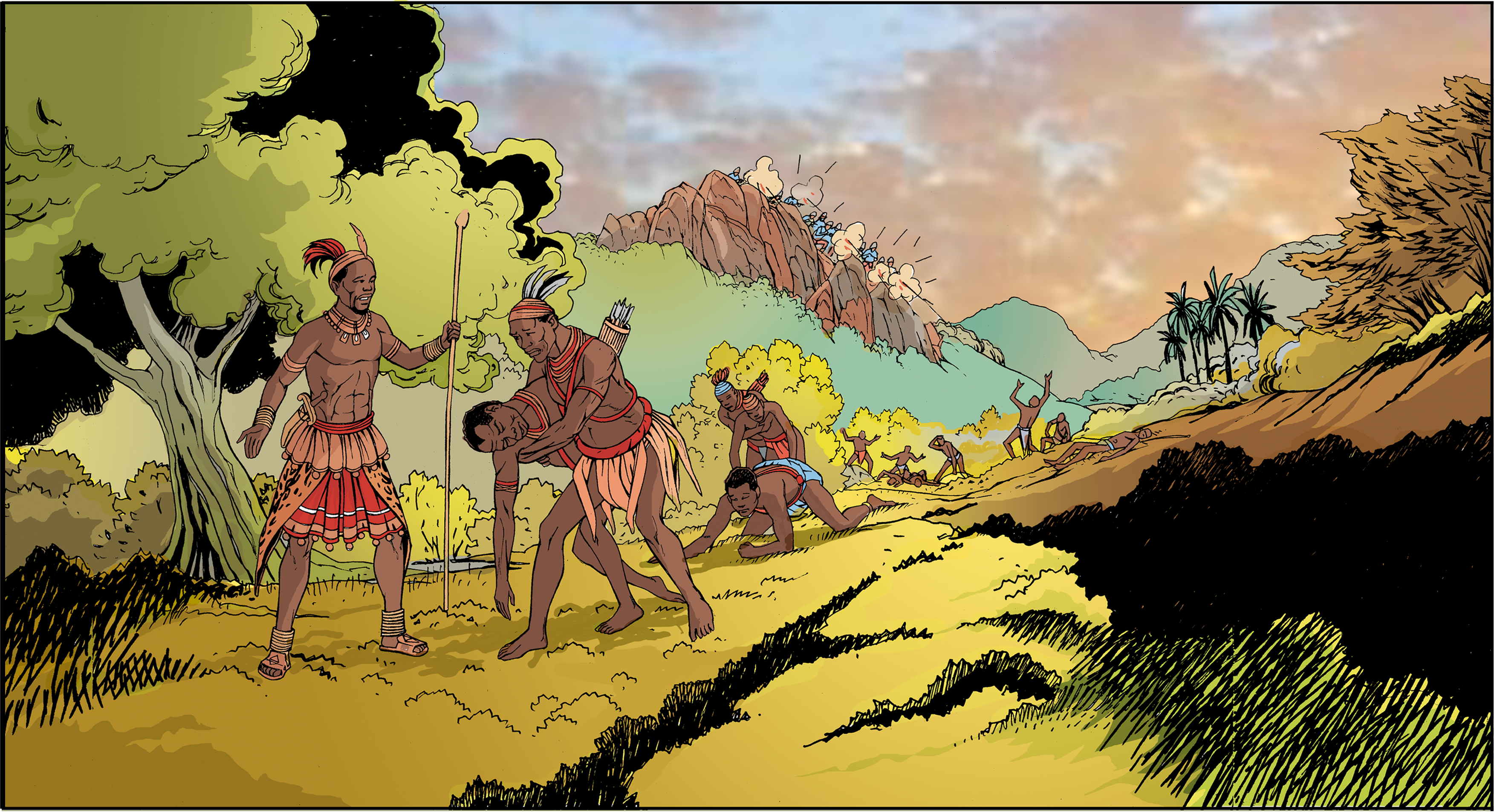
Batalha entre angolanos e portugueses, representada em arte moderna.

De acordo com Desch-Obi, o engolo provavelmente foi desenvolvido por xamãs e guerreiros bantu na antiga Angola, com base na cosmovisão invertida da religião kongo. Com essa cosmovisão, xamãs colocavam-se de cabeça para baixo para obter poder do reino ancestral. Entre os Pende, o movimento mais utilizado era o chute crescente frontal. Xamãs mascarados realizavam chutes sobre remédios sagrados para ativá-los e sobre pessoas ajoelhadas para curá-las. Além disso, o engolo era um método de treinamento militar para desenvolver habilidades de combate corpo a corpo nos guerreiros.
Neves e Sousa acredita que as técnicas do engolo derivaram do modo como zebras lutam entre si. Desch-Obi observa que usar a zebra como modelo de combate em Angola faz sentido, pois ela simboliza agilidade e defesa rápida. O engolo também se assemelha ao estilo de luta da zebra, especialmente os chutes de zebra realizados com as palmas das mãos tocando o chão, característica marcante do engolo.
Matthew Zylstra sugere que uma dança realizada pelos Bushmen Gwikwe apresenta uma semelhança notável com a arte angolana. Ele propõe a teoria de que os Povos bantu do sul de Angola, que interagiam com grupos de Bushmen San na região, podem ter conhecido essas danças e as integrado em suas culturas. Se essa teoria for verdadeira, implicaria que as origens do engolo poderiam ter milhares de anos.

### Na África

Província do Cunene em Angola

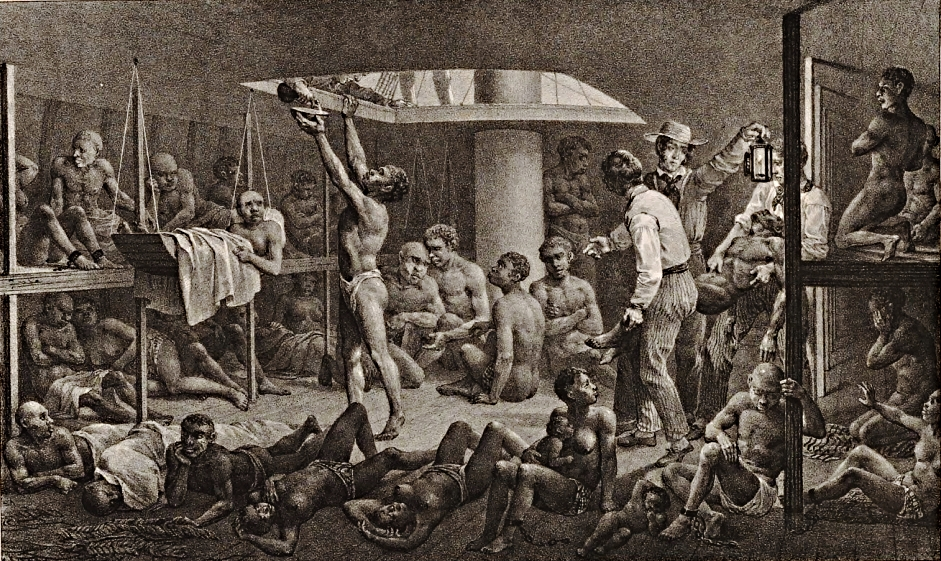
Negros no porão de um navio negreiro, por Johann Moritz Rugendas.

Na Angola pré-colonial, combates simulados eram uma parte importante do treinamento militar, e, como o combate corpo a corpo era essencial na guerra, as técnicas para evitar golpes e ataques eram o foco principal dos exercícios marciais.
Desde a invasão portuguesa no século XVI, cronistas europeus notaram as habilidades marciais do povo local. Combates simulados eram uma característica comum das revisões militares no Congo/Angola, semelhantes aos treinamentos militares na Europa. Esses movimentos podiam ser aplicados na guerra, já que os guerreiros angolanos dependiam bastante de manobras pessoais em suas técnicas de luta. Fontes escritas do século XVI descrevem artes marciais semelhantes à capoeira. Um missionário jesuíta, no final do século XVI, descreveu as habilidades dos guerreiros do Reino de Ndongo da seguinte forma:
Eles não possuem armas de defesa; toda a sua proteção está no sanguar, que consiste em pular de um lugar para outro com mil torções e tal agilidade que conseguem desviar de flechas e lanças.
No meio do século XVII, o missionário italiano Cavazzi também descreveu a técnica de andar sobre as mãos do nganga angolano:

Para aumentar a reputação de sua excelência, frequentemente caminha de cabeça para baixo, com as mãos no chão e os pés no ar."
No século XVII, uma nova formação militar chamada kilombo, um acampamento de guerra fortificado cercado por uma paliçada de madeira, surgiu entre os guerreiros Imbangala e logo foi utilizada no Brasil por angolanos libertos. Os guerreiros angolanos geralmente lutavam sem escudos, então a evasão era essencial para sobreviver em combate corpo a corpo e contra projéteis. No século XIX, os guerreiros angolanos se destacaram em técnicas de combate corpo a corpo, superando os europeus.
No início do século XX, o etnógrafo português Augusto Bastos documentou um jogo de combate semelhante à capoeira no distrito de Benguela:
Os Quilengues têm um exercício que chamam de ómudinhu. Consiste em saltos prodigiosos, nos quais jogam as pernas para o ar e a cabeça para baixo. É acompanhado por fortes batidas de palma.
Na década de 1950, a "dança n'golo" foi documentada pela primeira vez quando o pintor Neves e Sousa visitou Mucope, na Província do Cunene. Em seus desenhos, jovens em plena forma podem ser vistos realizando chutes invertidos e movimentos acrobáticos desafiadores. Seus desenhos de engolo mostram muitos dos movimentos fundamentais da capoeira, incluindo a chapa de costas, rabo de arraia, chute escorpião e chute rodado.
Durante a década de 1990, o estudioso de artes marciais Desch-Obi realizou pesquisas de campo em Angola, documentando técnicas do engolo. Por volta de 2010, como resultado de um projeto de pesquisa, foi produzido um documentário sobre o engolo, *Jogo de Corpo*. Naquela época, todos os praticantes de engolo eram indivíduos idosos que usavam apenas um conjunto básico de chutes e rasteiras, sem acrobacias exigentes. Eles afirmaram que o engolo não era jogado ativamente desde a década de 1970 devido à Guerra Civil Angolana (1975–2002), e que os jovens não estavam mais aprendendo o engolo.

### Nas Américas

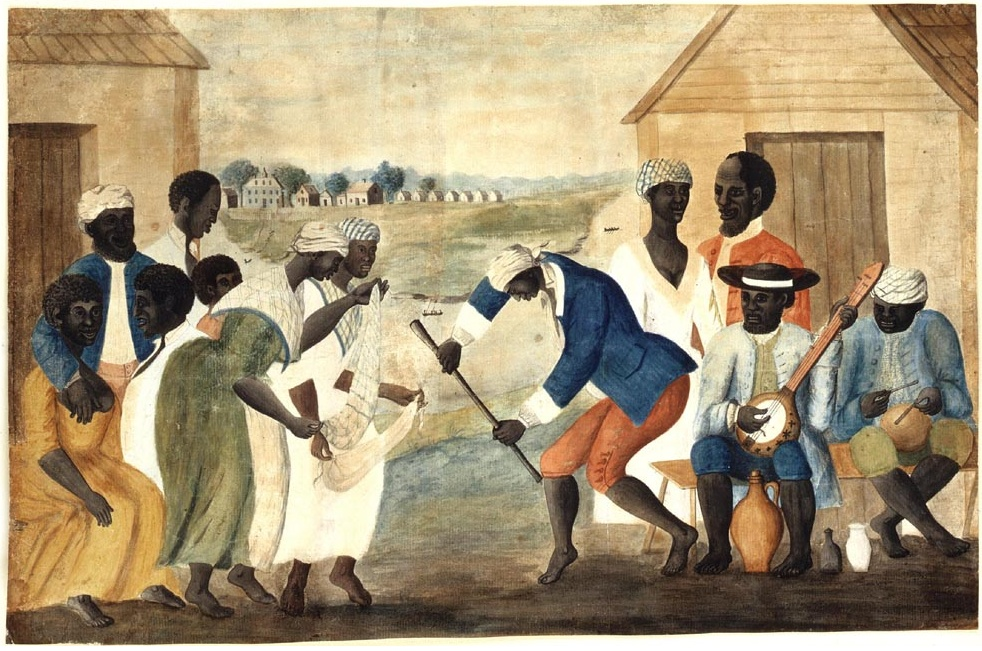
The Old Plantation, dança de bastões angolana ao som de banjo, Carolina do Sul, década de 1780

A arte do engolo se espalhou da África para as Américas, principalmente entre os escravizados levados de Angola e transportados para as colônias pelas rotas do tráfico transatlântico de escravizados. A prática foi mantida por séculos, e seus traços sobreviveram até os dias de hoje entre a diáspora africana. Entre as artes descendentes estão o knocking and kicking na América do Norte, o danmyé na Martinica e a capoeira no Brasil.
O knocking and kicking era praticado secretamente nos estados da Carolina do Sul e Virgínia durante o período da escravidão nos Estados Unidos. Os angolanos constituíam a maior parte da população escravizada na Carolina do Sul. Gwaltney caracteriza o knocking and kicking como "a antiga arte marcial praticada por clérigos entre os escravizados e seus seguidores". Os "clérigos" da antiga religião africana eram conhecidos como nganga no Congo/Angola. Esses encontros clandestinos eram frequentemente chamados de "reuniões de tambores".
O danmyé ou ladja é uma arte marcial da Martinica semelhante à capoeira. O termo danmyé provavelmente se originou da técnica de percussão danmyé, tocada durante os combates. A arte foi influenciada por várias técnicas de combate da África Ocidental e Central, incluindo a luta africana ocidental, mas as técnicas de chute centrais vieram do engolo. Na década de 1930, Katherine Dunham filmou os combates de ladja. Naquela época, a luta não era a técnica dominante do ladja, mas sim chutes – muitos deles invertidos – e um número significativo de golpes manuais provenientes do kokoyé.

### No Brasil
Bem, há uma coisa sobre a qual ninguém tem dúvidas: quem nos ensinou a capoeira foram os negros escravizados trazidos de Angola.Mestre Pastinha

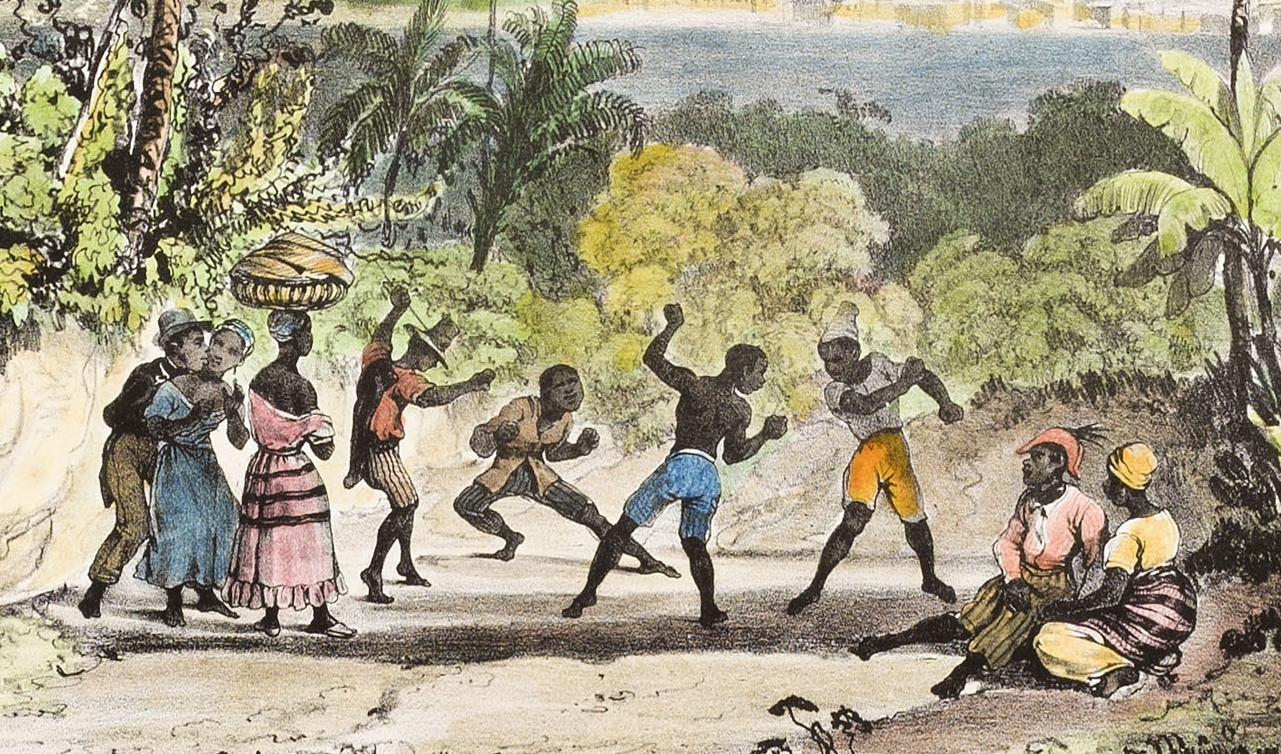
San Salvador, Bahia, 1835, by Rugendas (detail)

A partir do século XVI, colonos portugueses começaram a capturar escravizados em Angola e transportá-los para o Brasil. Em 1617, estabeleceram uma colônia em Benguela. Em 1627 e 1628, realizaram duas campanhas militares significativas: uma em direção à nascente do rio Cunene e, outra explorando os territórios centrais habitados pelos povos Cunene.
Logo, escravizados libertos começaram a fundar assentamentos em áreas remotas, chamados de kilombo, significando acampamento de guerra na língua kimbundu Bantu. Fontes portuguesas mencionaram que era necessário mais de um dragão para capturar um guerreiro de quilombo, pois eles se defendiam com uma "técnica de luta de movimentos estranhos". Alguns quilombos cresceram e se tornaram estados independentes, sendo o maior deles o Quilombo dos Palmares, que durou quase um século (1605-1694) como um Reino Africano no Hemisfério Ocidental.
Um dos primeiros registros de chutes invertidos no Brasil é da Bahia do século XVIII. Um caso da Inquisição relatou sobre um africano liberto chamado João, que tinha a habilidade de ficar "possuído" e se comunicar com os ancestrais. Para isso, ele precisava "andar com um pé, lançando o outro violentamente sobre o ombro."
Por volta de meados do século XVIII, o ngolo havia se espalhado para Rio de Janeiro e outras cidades. O termo jogar angola também era usado para a arte, sendo que tanto angola quanto engolo derivavam da mesma palavra Bantu.
Qualquer exibição de artes marciais ou mesmo acrobacias entre africanos era proibida. Durante a década de 1780, um negro liberto no Rio de Janeiro foi acusado de "bruxaria" na inquisição. Um dos indicadores de seu papel como curandeiro era sua habilidade de andar sobre as mãos.
Devido à repressão, a angola foi forçada a ser transmitida como um conhecimento secreto. No final do século XVIII, a técnica de luta angolana no Brasil passou a ser chamada de capoeira, nomeada em referência às clareiras nas florestas onde escravizados libertos residiam e praticavam suas habilidades.

## Técnicas
Para uma pessoa ser boa em engolo, ela precisa ter um coração leve. Se ela receber um chute forte e for má, tentará brigar. E então ela não aprende bem.— Kahani Waupeta
Os praticantes de engolo usam termos casuais como mussana e ngatussana para chutes e koyola para arrastar ou puxar, sem um sistema formalizado de nomenclatura de golpes como visto em artes marciais.

### Passo base
Os movimentos do engolo estão enraizados em saltos fundamentais específicos, que servem como base para manobras ofensivas e evasivas. Em contraste com a ginga da capoeira, os saltos do engolo podem atingir alturas notáveis, frequentemente aprimorados através de exercícios como saltar cercas de gado.

### Chutes

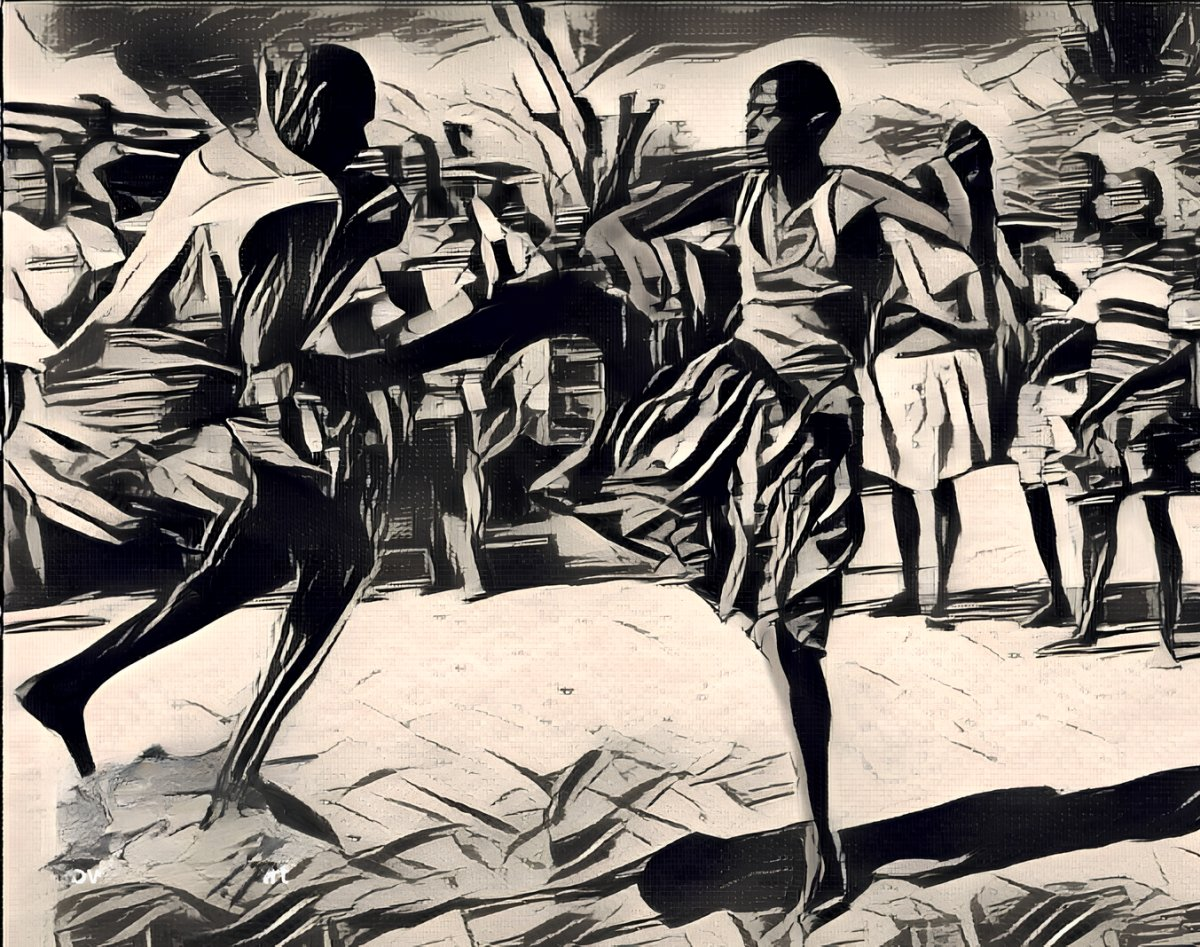
Engolo chapa

Em contraste com os chutes rápidos e secos comuns nas artes marciais asiáticas, o engolo apresenta predominantemente chutes circulares ou em arco. Quando são usados chutes retos, geralmente são chutes de empurrão. O conjunto distinto de movimentos do engolo inclui, de forma proeminente, chutes invertidos na posição de bananeira.

#### Chutes de empurrão (chapas)
Existem vários tipos de chutes de empurrão no engolo, incluindo: 
- chute de empurrão frontal (chapa de frente)
- chute de empurrão traseiro (chapa de costas)
- chute de empurrão lateral (chapa lateral)
- chute de empurrão giratório (chapa giratória)
- chute de empurrão a partir da posição invertida

Os praticantes de engolo frequentemente realizam uma rotação com um chute de empurrão traseiro, com ou sem salto.

#### Chutes em meia-lua

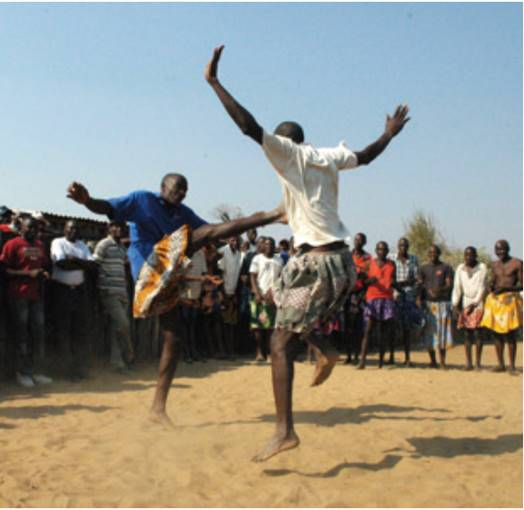
Chute em meia-lua de frente e escape com salto.

O chute em meia-lua de frente é um dos chutes básicos do engolo, documentado tanto no século XX quanto no século XXI. Existem várias variações desse chute básico no engolo: 
- chute em meia-lua de frente (okupayeka,[15] pt. meia lua de frente)
- meia-lua alta
- meia-lua média
- meia-lua com salto
- meia-lua reversa (queixada)
- chute em meia-lua para trás (armada)

A perna usada para o chute pode ser completamente estendida ou levemente dobrada.

#### Rabo de arraia
O que mais claramente conecta o engolo e a capoeira é um chute em crescente específico conhecido como Rabo de arraia ou Meia lua de compasso, que é extremamente raro em outros sistemas marciais. Este chute combina uma manobra evasiva com um chute circular reverso, e foi documentado pela primeira vez em Angola nos trabalhos de Neves e Sousa, em meados do século XX.
O nome bantu para esta técnica é okuminunina / okusanene komima (chutes crescentes com as mãos no chão).

#### Chute circular (martelo)
Alguns dos jogadores de engolo mais experientes, como Kahani, realizam um martelo enquanto saltam no ar.

#### Chute gancho invertido
Praticantes de engolo empregam um chute em gancho executado por trás, semelhante ao movimento da capoeira conhecido como gancho de costas. Este chute em particular é utilizado quando o torso superior do adversário está em proximidade com o próprio corpo. Como demonstrado por Muhalambadje no documentário Jogo de corpo (2014), trata-se de uma técnica muito perigosa.

#### Chute escorpião
O chute escorpião é um dos chutes distintos do engolo, documentado pela primeira vez em desenhos do início do século XX. Não é tão comum entre os praticantes mais velhos de hoje, mas eles sabem como executá-lo quando solicitado.

#### Chutes com mortal
Diversas técnicas de chute com mortal foram documentadas no engolo desde a década de 1950. O nome bantu para estas técnicas de chute é okusanena-may-ulu (mortal ou chute com apoio de mãos).
O L-kick é executado lançando o corpo em um movimento de mortal lateral, mas, em vez de completar o giro, o corpo se flexiona enquanto é sustentado por uma mão no chão. Uma perna é lançada para baixo, entregando um chute, enquanto a outra permanece no ar. Um dos desenhos de Neves e Sousa mostra claramente essa técnica.
O nome bantu para essas técnicas é okusana omaulo-ese (mortal ou chute com apoio de mãos para baixo).

### Evasões

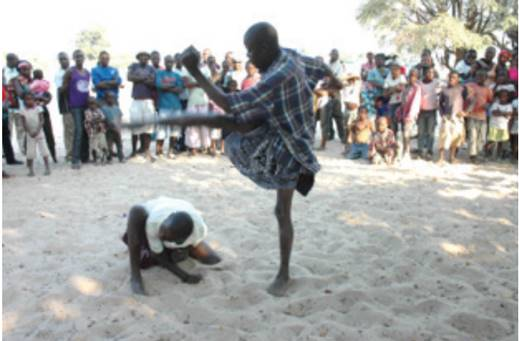
Chute frontal em crescente e esquiva baixa (agachamento defensivo).

O núcleo do engolo reside na habilidade do praticante de se defender através de movimentos ágeis, como abaixar, girar e saltar.
Diferentemente das manobras defensivas vistas no kandeka slapboxing angolano, o engolo não inclui movimentos de bloqueio. Em vez disso, praticantes habilidosos devem evadir ataques graciosamente, passando por cima, por baixo ou empregando técnicas evasivas fluidas. Algumas das técnicas evasivas comuns são:
- agachamento defensivo[40]
- girar para longe do chute[40]
- angular para longe do chute[41]
- escape caindo para trás[40]
- escape com mortal (okuyepa)[13]

Assunção identifica que o engolo contemporâneo emprega cinco evasões fundamentais contra chutes, incluindo: 
- agachamento defensivo (esquivar-se do chute do oponente abaixando a cabeça e protegendo o rosto com um braço)
- escape alto (escapar mantendo o corpo ereto)
- escape com salto (com um ou ambos os braços levantados ou até mesmo com o chute de contra-ataque)
- escape com salto curto (proteger-se com uma mão enquanto faz um breve salto para tirar o corpo do alcance do chute)
- entrar no chute do oponente (enquanto protege o rosto)

### Quedas

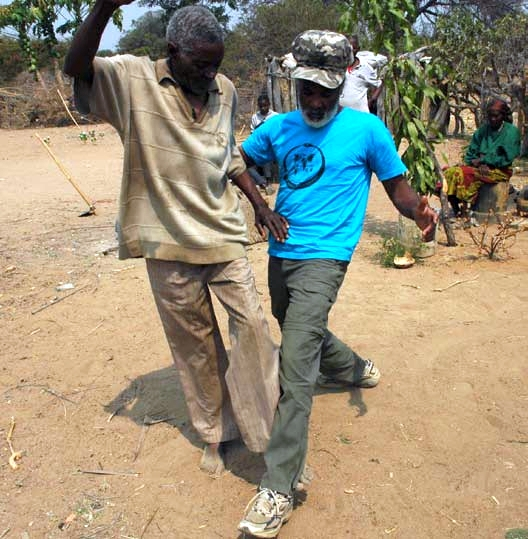
Angelino Tchimbundo demonstra chute rasteiro no Mestre de capoeira Cobra Mansa, Angola, 2011.

Outro conjunto de movimentos característicos do engolo inclui varreduras de perna. Alguns tipos básicos são:
- varredura em agachamento (okukondjola)[42]
- varredura em pé (okukondjola olumbimbi)[42]
- varredura com cheque de quadril[43]

Quatro variações de varreduras ou quedas foram documentadas durante jogos de engolo nos anos 2010:
- um chute lateral em varredura semelhante à banda da capoeira, levantando o pé do adversário do chão, levando-o à queda.
- uma rasteira, onde se posiciona estrategicamente o peito do pé atrás do calcanhar de apoio do adversário e, em seguida, puxa ou arrasta para frente para desequilibrá-lo.
- uma varredura defensiva contra a rasteira do adversário (observada durante aulas, mas raramente utilizada no jogo).
- uma rasteira direcionada ao joelho do adversário.

### Acrobacias
As técnicas de acrobacia documentadas no engolo incluem: 
- bananeira
- parada de cabeça
- mortal lateral

O engolo utiliza bananeiras e mortal lateral tanto para chutes quanto para manobras evasivas. Diversos desenhos antigos demonstram claramente essas técnicas.

## Espiritualidade

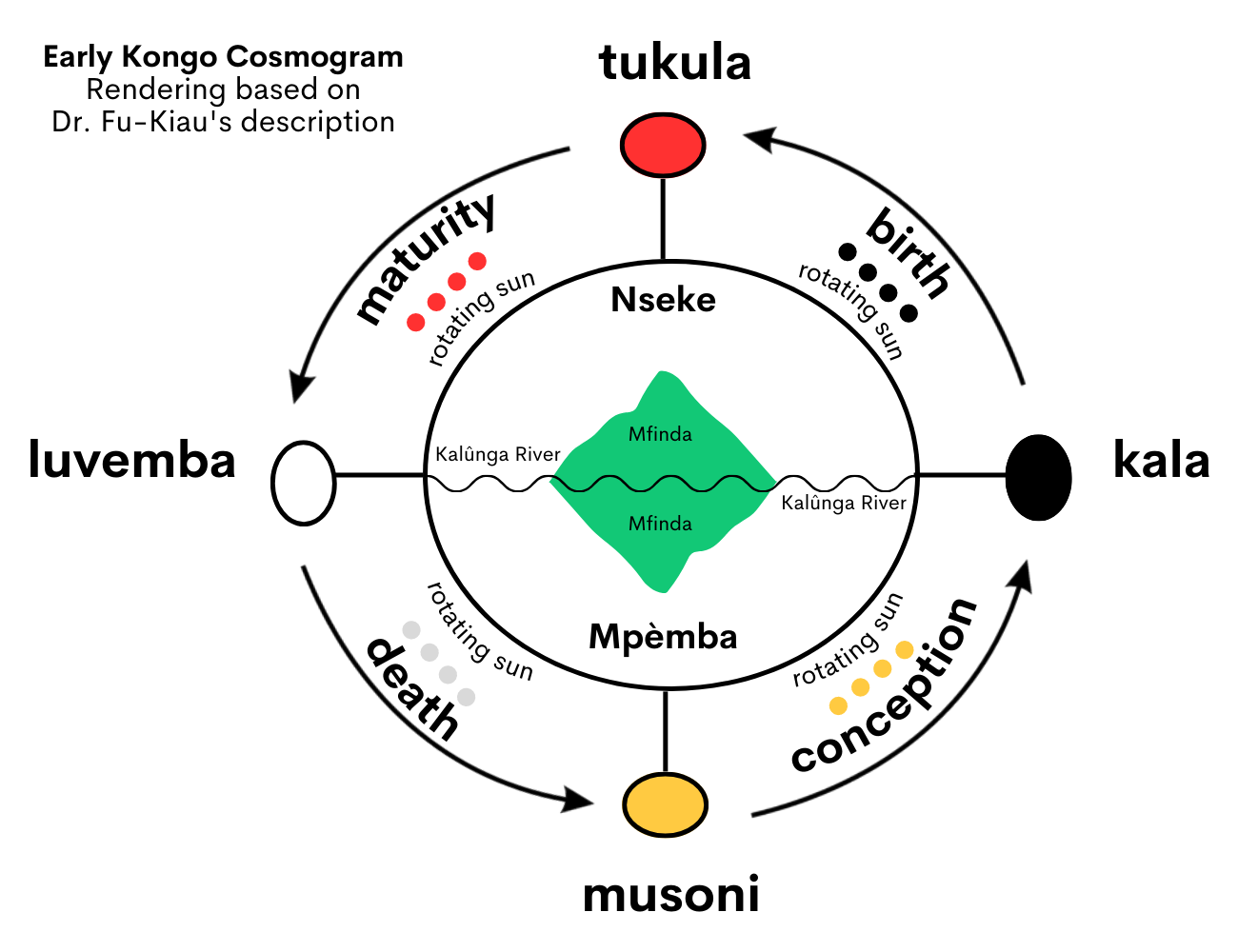
O Cosmograma do Congo

### Visão de mundo invertida
Os movimentos circulares realizados durante as lutas de N'golo seguem os quatro movimentos do sol e o ciclo da vida, representados na cruz do Congo, o símbolo mais importante na religião do Congo. A linha Kalûnga representa uma fronteira invisível e aquática entre o mundo físico e o mundo espiritual. Como ilustrado, tudo no reino dos vivos, ou ku nseke, é invertido em relação ao reino dos ancestrais, ou ku mpémba. O mfinda, ou floresta, também é um lugar sagrado que se acredita separar ambos os mundos, onde os homens caminham sobre os pés, os espíritos caminham sobre as mãos; onde os homens são negros, os espíritos são brancos; onde os homens alcançam habilidades físicas, os ancestrais alcançam a espiritualidade. Os habitantes do reino ancestral são invertidos em comparação a nós, vistos de nossa perspectiva espelhada. Com essa visão de mundo, praticantes de artes marciais africanas deliberadamente se invertem de cabeça para baixo para emular os ancestrais e extrair poder do reino ancestral.

### Possessão espiritual
Eu iniciei com o espírito quando já estava doente. Disseram que era meu avô Mukwya. Eu não o conhecia. Já era dançarino de engolo quando o espírito me encontrou.— Kahani Waupeta

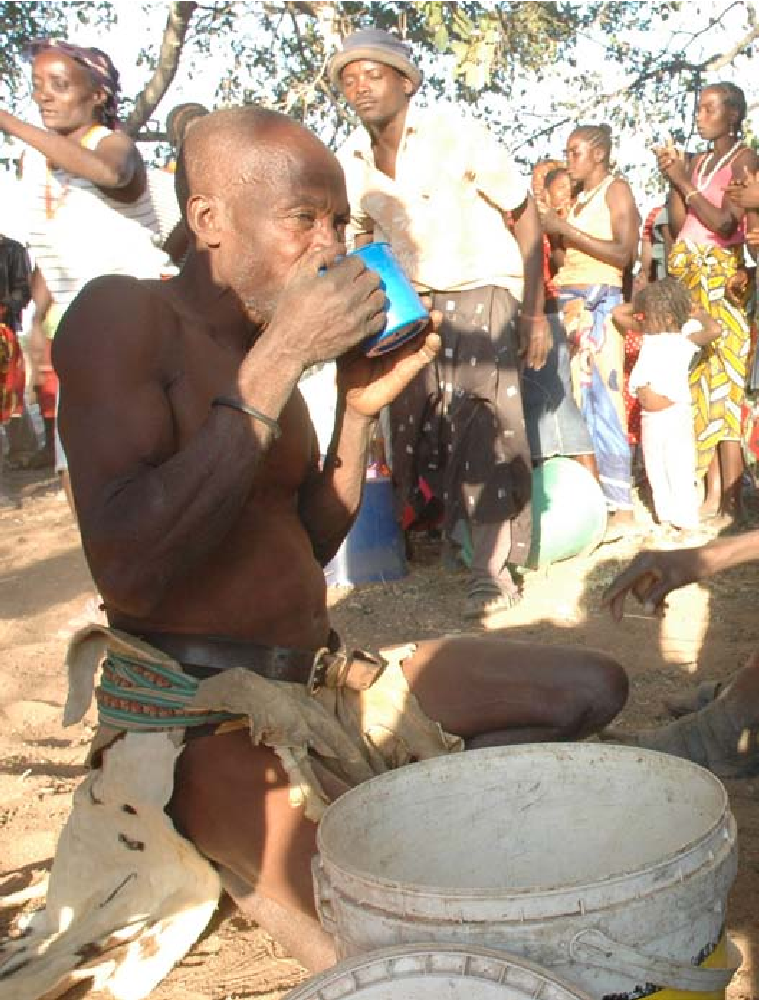
Tambores de Engolo

Um aspecto integral do jogo de engolo é a incorporação do espírito ancestral. Relatos históricos documentam que certos jogadores de Engolo passaram por um ritual de possessão espiritual (oktonkheka) guiados por seus mestres de engolo. Todos os jogadores de engolo concordavam unanimemente que essa conexão geralmente se estendia a um membro da família que anteriormente havia praticado engolo e desenvolvido um vínculo distinto com o descendente que eles estão habitando no momento.
Meu amigo, se você me vir dançando, dirá: "O que está acontecendo com este velho?" Você prestará atenção, porque conhece meu jeito de dançar. Só ficará assustado quando eu estiver chorando. Você sentirá o calor. As pessoas podem me fazer perguntas; não direi uma palavra. Só falarei mais tarde.— Munekavela Katumbela
Quando um jogador está possuído por um espírito, essa transformação pode não se manifestar imediatamente, pois ele continua no jogo, talvez jogando até melhor do que o habitual. No entanto, a mudança em seu comportamento torna-se evidente para o público, especialmente em sua comunicação.

### Engolo como parte de rituais
O pintor Neves e Sousa descreveu o engolo como parte de um rito de passagem (efico e omuhelo), no qual jovens competiam por uma noiva. Desch-Obi argumenta que o engolo não faz parte de nenhum ritual específico, mas era frequentemente realizado durante celebrações comunitárias ou rituais. Em outros momentos, poderia ser usado em duelos, autodefesa ou simplesmente como recreação.

## Cultura popular
Engolo é uma das artes marciais praticadas pelas Dora Milaje, a força especial feminina da nação africana fictícia de Wakanda, no quadrinhos da Marvel Comics.

## Bibliografía
- Assunção, Matthias Röhrig (2002). Capoeira: The History of an Afro-Brazilian Martial Art. [S.l.]: Routledge. ISBN 978-0-7146-8086-6
- Desch-Obi, M. Thomas J. (2008). Fighting for Honor: The History of African Martial Art Traditions in the Atlantic World. Columbia: University of South Carolina Press. ISBN 978-1-57003-718-4
- Talmon-Chvaicer, Maya (2008). The Hidden History of Capoeira: A Collision of Cultures in the Brazilian Battle Dance. [S.l.]: University of Texas Press. ISBN 978-0-292-71723-7